# 清水二郎
清水 二郎（しみず じろう、1926年2月14日 - 2014年7月1日）は、日本の化学工学者。東京工業大学名誉教授。鶴岡工業高等専門学校校長、国立工業高等専門学校協会会長、繊維学会会長などを歴任した。

## 人物・経歴
1953年東京工業大学繊維工学コース卒業、東京工業大学助手。1961年東京工業大学工学博士。1966年東京工業大学工学部繊維工学科助教授。1976年東京工業大学工学部有機材料工学科教授。1981年繊維学会副会長。1985年The Textile Institute S G Smith Memorial Medal受章、東京都科学技術功労者表彰。1986年鶴岡工業高等専門学校校長、繊維学会会長。1988年繊維学会功績賞受賞。1990年度プラスチック成形加工学会論文賞受賞。1991年国立工業高等専門学校協会会長、豊橋技術科学大学参与。1992年繊維学会名誉会員。1993年山形県立産業技術短期大学校校長。1998年アメリカ繊維学会名誉会員、勲三等旭日中綬章受章。2008年実践教育訓練研究協会顧問。日本アパレル工業技術研究会会長なども務めた。指導学生に鞠谷雄士など。
2014年7月1日、前立腺癌のため死去。